# Нікольський Юрій Сергійович
Ніко́льський Ю́рій Сергі́йович (нар. 21 листопада (3 грудня) 1895, Москва — † 9 травня 1962, Москва) — радянський композитор, диригент, педагог. Писав музику для радіопостановок, популярних дитячих кінофільмів і мультфільмів. Зведений брат видатного українського і російського хореографа Євгена Вігільова.

## Життєпис
Народився 21 листопада (3 грудня) 1895 у Москві, де пройшло все його життя.
1918–1919 — навчається в Мансурівській студії Євгена Вахтангова (Студентська драматична студія), куди прийшов разом зі своїм зведеним братом Євгеном Вігільовим, з часом відомим балетмейстером і хореографом-експериментатором. З 1918 керував там музичною частиною. Про часи навчання братів у цій студії писав у свої спогадах Павло Антокольський.
Згодом — в театрі В. Е. Мейєрхольда.
1925 року закінчив Московську консерваторію по класу композиції Георгія Л. Катуара і М. Я. Мясковського, диригуванню навчався у Костянтина Сараджева.
1928–1932 — завідувач музичною частиною театру В. Е. Мейєрхольда.
1924–1929 — викладач музичних технікумів Москви. В той час проживав за адресою «Патриарший Большой переулок, 4, кв. 12».
1932–1935 — редактор дитячого музичного мовлення Всесоюзного радіо.
Пішов з життя 9 травня 1962 у Москві.

## Музика для кіно
- 1937 — Гаврош
- 1938 — Друзі з табору (короткометражний)
- 1939 — Радянські патріоти
- 1940 — Ведмежа (мультфільм)
- 1940 — Син джигіта (короткометражний)
- 1943 — Крадене сонце (мультфільм)
- 1944 — Сіндбад-мореплавець (мультфільм)
- 1945 — Зимова казка (мультфільм)
- 1948 — Сіра Шийка (мультфільм)[4]
- 1949 — Гуси-лебеді (мультфільм)
- 1949 — Зозуля і шпак (мультфільм)
- 1949 — Казка старого дуба (мультфільм)
- 1949 — Чужий голос (мультфільм)
- 1950 — Кріпиш (мультфільм)
- 1951 — Казка про мертву царівну та сімох богатирів (мультфільм)
- 1954 — Жовтогаряче горлечко (мультфільм)[5]
- 1955 — Юля-капризуля (мультфільм)
- 1957 — У деякому царстві (мультфільм)
- 1958 — Лисиця і вовк (мультфільм)
- 1958 — Три ведмеді (мультфільм)
- 1959 — Новорічна мандрівка (мультфільм)